# Tulusbesar
Tulusbesar is een bestuurslaag in het regentschap Malang van de provincie Oost-Java, Indonesië. Tulusbesar telt 5474 inwoners (volkstelling 2010).